# Pro Senectute

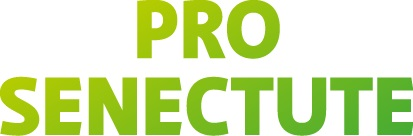
Logo Pro Senectute

Pro Senectute ist die grösste und eine bedeutende Schweizer Fach- und Dienstleistungsorganisation für Altersfragen. Die 1917 gegründete Stiftung setzt sich für das Wohl, die Würde und die Rechte älterer Menschen ein.

## Aufbau
Über 130 Beratungsstellen in der ganzen Schweiz sind für die Bevölkerung Anlaufstellen bei allen Fragen rund um das Thema «Alter». Sie bieten vielfältige Serviceleistungen an – von der kostenlosen Sozialberatung über Bildungskurse bis hin zu Bewegungsangeboten. Rund 700'000 Menschen im Pensionsalter sowie deren Angehörige nutzen diese Angebote. Pro Senectute ist seit 1942 mit dem ZEWO-Siegel zertifiziert und hat einen Leistungsauftrag vom Bund. Sie beschäftigt insgesamt über 1800 Mitarbeitende und arbeitet mit 19'300 Freiwilligen zusammen.
Die Organisation arbeitet mit der öffentlichen Hand (Gemeinden, Kantone, Bundesamt für Sozialversicherungen) zusammen, ist aber privatrechtlich organisiert. 2022 erwirtschaftete Pro Senectute rund 42 % der Mittel (103,8 Mio. CHF) durch eigene Dienstleistungen. 46 % der Mittel (114,5 Mio. CHF) stellte die öffentliche Hand zur Verfügung. 12 % (28,9 Mio. CHF) stammen aus Spenden, Legaten und Fundraising.
Die Stiftung ist föderalistisch aufgebaut. Sie ist national mit einer Geschäfts- und Fachstelle und mit 22 kantonalen sowie zwei interkantonalen Pro Senectute Organisationen präsent. Der Hauptsitz und das «Segretariato per la Svizzera italiana» befinden sich in Zürich, das «Secrétariat romand» in Vevey. Die kantonalen Pro Senectute Organisationen sind rechtlich selbständige Stiftungen oder Vereine.
Die Stiftung engagiert sich für die Solidarität und den Zusammenhalt zwischen den Generationen, indem sie mit verschiedenen Projekten (dem Leseförderungs-Kinderbuchpreis «Prix Chronos», dem sozialen Projekt «Quartiers Solidaires», dem Schulprojekt «Generationen im Klassenzimmer») Möglichkeiten der Begegnung schafft. Politisch setzt sich die Altersorganisation für die Interessen von finanziell schwächer gestellten Senioren ein. Betreuende Angehörige und Betreuung zu Hause stehen ebenfalls im Fokus der Organisation.

## Geschichte
Die Stiftung «Für das Alter» / Pro Senectute wurde 1917 in Winterthur gegründet. Ausschlaggebend war damals die drückende Altersarmut. Die Gründungsmitglieder setzten sich für bedürftige ältere Menschen ein und lancierten die Idee einer gesetzlichen Altersversicherung. Diese wurde dann 30 Jahre später mit der Einführung der Alters- und Hinterlassenenversicherung (AHV) umgesetzt. Dank dem Aufbau des Sozialversicherungssystems rückte ab den 1950ern auch das seelische Wohl der älteren Menschen immer mehr ins Zentrum. Die Stiftung etablierte sich als beliebte Anlaufstelle für Fragen rund um Senioren und ums Alter.
2017 feierte Pro Senectute den 100. Geburtstag. Zum Auftakt der Jubiläumsfeierlichkeiten am 1. April 2017 übernahm Alt-Bundesrätin Eveline Widmer-Schlumpf das Stiftungsratspräsidium von Pro Senectute Schweiz. Sie löste Toni Frisch ab, der seit 2011 als Stiftungsratspräsident amtete. Die Stiftungsurkunde wurde seit der Gründung mehrfach revidiert. Die heute gültige Fassung trat 2015 in Kraft.

## Leistungsbereiche
- Sozialberatung: kostenlose Beratung von Senioren sowie deren Angehörigen bei allen Fragen der Lebensgestaltung im Alter, z. B. Finanzen, Wohnen, juristische Fragen oder Betreuung und Pflege von Angehörigen.
- Dienstleistungen: Entlastungsdienst, Mahlzeitendienst, Administrativ- und Treuhanddienst, Besuchsdienst, Hilfsmittelverleih, Fahrdienst, Reinigungsdienst.
- Kurse: Weiterbildungs-, Bewegungs- und Sportkurse für Senioren, zum Beispiel Fremdsprachen, Computer und Digitalisierung, Nordic Walking oder Langlauf.
- Sport in der Natur: Radfahren, Schneeschuhlaufen u. a.[5]
- Information: Medienarbeit, Erarbeitung von gerontologischem Fachwissen in Studien, im Altersmonitor und in der Fachzeitschrift Psinfo, Organisation von Veranstaltungen für Fachpersonen wie dem Nationalen Alterskongress und öffentlichkeitswirksamen Kampagnen.
- Prix Chronos – Leseförderungs- und Generationenbuchpreis: Lesewettbewerb und Buchpreis für Jung und Alt. Seit 2005 zeichnet die Stiftung deutsch- und französischsprachige Autoren aus, die in ihren Büchern die Beziehung zwischen den Generationen thematisieren